# Doggie
Doggie (født 19. april 1966 i Køge), er en dansk kunstner-observatør, der lever og arbejder i København og Istanbul.
Doggie var en af pionererne i Dansk Hip-Hop, der i Skandinavien havde sit udspring i begyndelsen af 80'erne. Han var medlem af The New Nation og var medstifter af graffitigruppen The Dark Roses. Han studerede til reklametegner og efter endt uddannelse i 1988 arbejdede han som grafiker og AD'er. Han var hovedmanden bag flere Hip-Hop-jams, lavede Av-shows og involverede sig i flere skandinaviske graffiti-/Hip-Hop-udstillinger og shows. Han levede og arbejdede i Amsterdam, NYC og Montpellier hvor han udviklede sine arbejder, 'tup' maleriet og skulptur 'What you see is what you get'.
I næsten 10 år arbejdede Doggie ikke med sin kunst, før han i 2006 åbnede sit DoggieStudio.
Han har siden udstillet i flere europæiske byer med sine fotocollager. Et projekt han kaldte for: 'I'm trying to destroy what you do see'. Hans seneste arbejder er som en "Hockney'sk" fotoserie i flere lag, der bliver revet fra hinanden og sat sammen på ny. Et puslespil med et vellignende motiv, som destrueres og komponeres til et iturevet lag af billeder bredt ud oven på et andet. Danner huller og skygger, blotlægger eller fremprovokere en synergi mellem det vi ser og det vi ikke ser. Et formsprog eller et billedeksperiment man allerede kunne finde i hans arbejder "Timespaper" fra 1989 og i en posterserie fra 1990.

## Ekstern henvisning
Der er for få eller ingen kildehenvisninger i denne artikel, hvilket er et problem. Du kan hjælpe ved at angive troværdige kilder til de påstande, som fremføres i artiklen.

- DoggieStudio entry Arkiveret 28. september 2007 hos  Wayback Machine